# Незвичайний читач

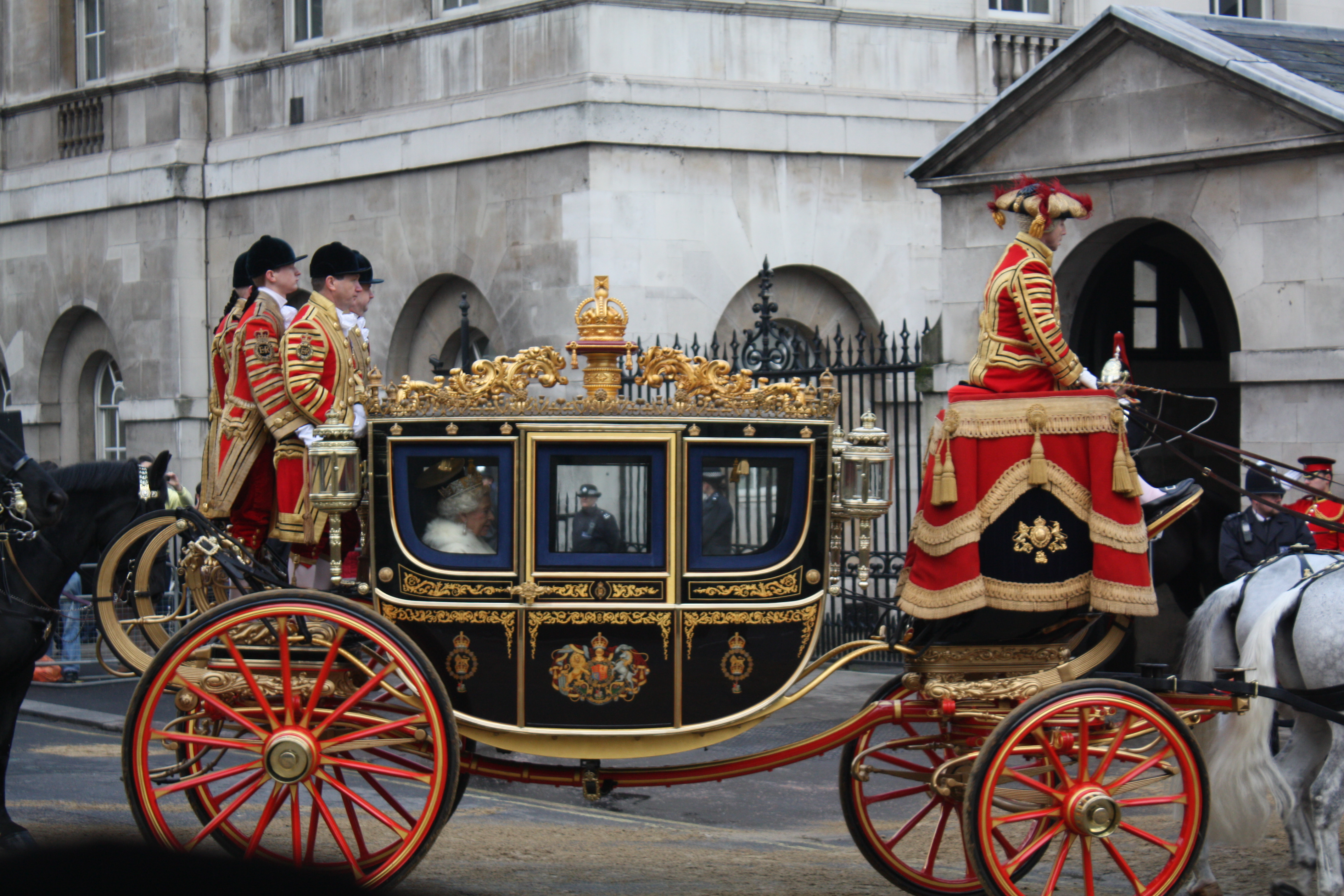
На відкриття Парламенту королева традиційно їде у закритій кареті. У книзі це дозволяє їй читати книгу під час поїздки

Алан Беннетт, «Незвичайний читач», с. 136 —137
«Незвичайний читач» (англ. The Uncommon Reader) — повість Алана Беннетта. Уперше опублікована 2007 року в London Review of Books, того ж року її опублікували видавництва Faber & Faber та Profile Books.
Аудіоверсія, начитана самим автором, випущена на CD у 2007 році

## Сюжет
У книзі розповідається, що королева Єлизавета II випадково потрапила до пересувної бібліотеки і почала захоплюватися читанням, стала «незвичайним читачем». Перша книга, яку королева почала читати, була авторства Айві Комптон-Бернетт, а потім — Ненсі Мітфорд. Далі історія розвивається довкола наслідків цього захоплення для королеви, її двору та радників, а також її монаршої позиції. Королеві стає «нудно виконувати всі церемонійні обов'язки, вона хоче пошвидше завершити (…) і повернутися до того, що зараз читає». Її слуги вважають, що «читання є „елітарним“ і підозрюють, що це ознака слабоумства».
У творі згадуються декілька авторів, книг та віршів, серед них: Айві Комптон-Бернетт, Джо Рендольф Екерлі («Мій пес Тюльпан»), Лорен Беколл, Аніта Брукнер, Девід Сесіль, Жан Жене, Томас Гарді («Конвергенція двох»), Вініфред Голтбі, Генрі Джеймс, Френсіс Кілверт, Філіп Ларкін («Дерева»), Ненсі Мітфорд («Гонитва за коханням», «Любов у холодному кліматі»), Еліс Манро, Джордж Пейнтер (біографія Марселя Пруста), Сільвія Плат, Сім'я Бронте, Мері Рено, Філіп Рот («Скарга Портного»), Вікрам Сет, Дентон Велч, Вільям Шекспір, Чарльз Дікенс, Вільям Теккерей, Джейн Остін, Джордж Еліот, Едвард Морган Форстер та інші.

## Назва твору
Назва є грою слів у фразі «звичайний читач» (англ. common reader). Так можна назвати людину, яка читає для задоволення, на противагу критику чи досліднику. Також це може означати певний текст, книгу, яку всі у групі (наприклад, усі студенти, що вступають до університету) повинні прочитати, щоб мати щось спільне (англ. in common). Збірка есе 1925 року Вірджинії Вулф називалася «Звичайний читач» (англ. A Common Reader). І назва ця походила від слів Семюела Джонсона: 
|  | Я з радістю погоджуся зі звичайним читачем; бо за їхнім здоровим глуздом, незіпсутим літературними упередженнями, після всіх шліфувань тонкощів та догматизму навчання, в цілому мають визначатися усі претензії на поетичні почесті Оригінальний текст (англ.) I rejoice to concur with the common reader; for by the common sense of readers, uncorrupted by literary prejudices, after all the refinements of subtilty and the dogmatism of learning, must be generally decided all claims to poetical honours |

У британському варіанті англійської мови «common» (укр. звичайний, простий, пересічний) має кілька рівнів конотацій. Проста людина (англ. commoner) — це людина, що не належить до знаті. Також цей прикметник може означати «вульгарний» («смак мас» (англ. common taste); «посередній» («посередній злодій» англ. common thief); чи «звичайний» («звичайні люди» (англ. common folk).